# 斑胁火尾雀
斑胁火尾雀（学名：Stagonopleura guttata），是梅花雀科的一种，为澳大利亚的特有种。全球活动范围约为1,000,000平方千米。该物种的保护状况被评为近危。
其种加词“guttata”意为“点状纹样的”。
斑胁火尾雀的平均体重约为19.0克。栖息地包括亚热带或热带的旱林和干燥的稀树草原。